# Wasil Kazłou
Wasil Iwanawicz Kazłou (biał. Васіль Іванавіч Казлоў; ros. Василий Иванович Козлов, Wasilij Iwanowicz Kozłow; ur. 5 lutego?/18 lutego 1903 we wsi Zahraddzie w guberni mohylewskiej, zm. 2 grudnia 1967 w Mińsku) – radziecki działacz partyjny i dowódca partyzancki, generał major, przewodniczący Prezydium Rady Najwyższej Białoruskiej SRR (1948–1967), Bohater Związku Radzieckiego (1942).

## Życiorys
W latach 1919–25 był ślusarzem, 1925–28 służył w Armii Czerwonej w Witebsku, od 1927 w partii komunistycznej, 1928–29 instruktor komitetu wykonawczego rady rejonowej w Białoruskiej SRR, w latach 1929–33 studiował w Mińskim Uniwersytecie Komunistycznym im. Lenina.
W 1933–1934 organizator partyjny kołchozu w Żłobinie, 1934–37 dyrektor stanicy maszynowo-traktorowej, 1937–38 I sekretarz starobińskiego komitetu rejonowego Komunistycznej Partii (bolszewików) Białorusi, 1938–1940 I sekretarz czerwieńskiego komitetu rejonowego KP(b)B w obwodzie mińskim, 1940-1941 zastępca przewodniczącego Rady Komisarzy Ludowych Białoruskiej SRR.
Od stycznia 1941 do 16 listopada 1942 II sekretarz Komitetu Obwodowego KP(b)B w Mińsku, od 7 lipca 1941 do 3 lipca 1944 sekretarz Podziemnego Komitetu Obwodowego KP(b)B w Mińsku, 1941–1944 dowódca mińskiego zgrupowania partyzanckiego, jeden z głównych organizatorów ruchu partyzanckiego na okupowanym terytorium Białorusi. Uczestnik wielu akcji przeciw Niemcom, m.in. ataku na Lubań i rozbicia niemieckiego garnizonu, oraz partyzanckiego rajdu po obwodach mińskim, poleskim i pińskim w marcu-kwietniu 1942. 1 września 1942 otrzymał tytuł Bohatera ZSRR, 16 września 1943 mianowany generałem-majorem.
Od 16 listopada 1942 do stycznia 1948 I sekretarz Komitetu Obwodowego KP(b)B w Mińsku. Od 12 marca 1947 do 17 marca 1948 przewodniczący Rady Najwyższej Białoruskiej SRR, a od 17 marca 1948 do śmierci przewodniczący Prezydium Rady Najwyższej Białoruskiej SRR i zastępca przewodniczącego Prezydium Rady Najwyższej ZSRR. Od 19 lutego 1949 do śmierci członek Prezydium/Biura Politycznego KC KP(b)B/KPB. Od 25 lutego 1956 do 29 marca 1966 zastępca członka, a od 8 kwietnia 1966 do śmierci członek KC KPZR. Deputowany do Rady Najwyższej ZSRR od 2 do 7 kadencji.

## Odznaczenia
- Złota Gwiazda Bohatera Związku Radzieckiego (1 września 1942)
- Order Lenina (pięciokrotnie, m.in. 1 września 1942 i 16 lutego 1963)
- Order Czerwonego Sztandaru
- Order Czerwonego Sztandaru Pracy (dwukrotnie - 1 stycznia 1944 i 14 lutego 1953)
- Order Wojny Ojczyźnianej I klasy (dwukrotnie, m.in. 15 sierpnia 1944)
- Medal Partyzantowi Wojny Ojczyźnianej I klasy